# Yuli Verdugo
Yuli Paolo Verdugo Osuna (La Paz, 29 juni 1997) is een Mexicaans wielrenster die actief is op de baan.

## Carrière
Verdugo boekte haar voornaamste successen op de Pan-Amerikaanse kampioenschappen baanwielrennen waar ze in 2016 haar eerste medaille won. Meerdere gouden medailles op de teamsprint en de keirin volgden. In 2021 en 2024 nam ze deel aan de Olympische Zomerspelen. Ook op de Pan-Amerikaanse Spelen en de Centraal-Amerikaanse en Caraïbische Spelen greep ze meermaals naar medailles. Verdugo is het sterkst in de sprintonderdelen.

## Palmares
| Jaar      | MK                    | P-AK                                         | WK                                       | Overige                                                                                   |
| Als elite | Als elite             | Als elite                                    | Als elite                                | Als elite                                                                                 |
| --------- | --------------------- | -------------------------------------------- | ---------------------------------------- | ----------------------------------------------------------------------------------------- |
| 2016      |                       | teamsprint · 4e 500m tijdrit                 |                                          |                                                                                           |
| 2017      |                       | sprint                                       | 9e teamsprint 16e keirin 18 500m tijdrit |                                                                                           |
| 2018      |                       | teamsprint · 5e keirin · 7e sprint           | 14e 500m tijdrit 31e sprint              | C-A en CS: · sprint                                                                       |
| 2019      |                       | teamsprint                                   | 4e teamsprint 11e 500m tijdrit           | Pan-Amerikaanse Spelen · keirin · 4e ploegenachtervolging                                 |
| 2020      |                       |                                              |                                          |                                                                                           |
| 2021      | 500m tijdrit · sprint | achtervolging · keirin · sprint · teamsprint | 12e keirin 14e sprint                    | Olympische Spelen: 6e teamsprint 20e sprint 23e keirin                                    |
| 2022      |                       | teamsprint · sprint · 7e keirin              | 25e sprint                               |                                                                                           |
| 2023      |                       | teamsprint · sprint · 7e keirin              | 6e teamsprint                            | C-A en CS: · teamsprint · keirin · sprint · Pan-Amerikaanse Spelen: · teamsprint · sprint |
| 2024      |                       | teamsprint · 5e keirin · 6e sprint           | 5e teamsprint 23e sprint                 | Olympische Spelen: 5e teamsprint 19e sprint 27e keirin                                    |